# Rittergut Pommritz
Koordinaten: 51° 9′ 40″ N, 14° 34′ 7,4″ O

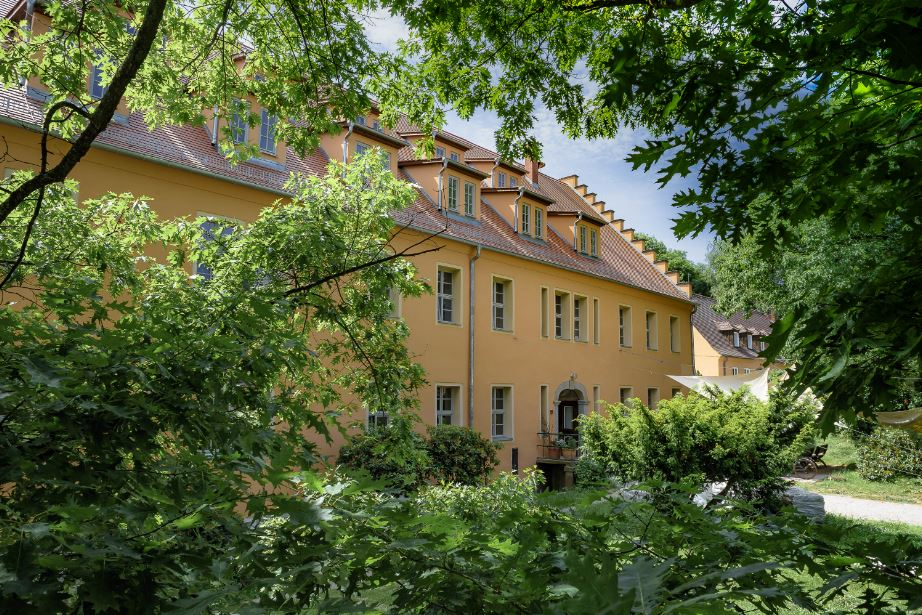
Rittergut Pommritz, Hauptgebäude

Das Rittergut Pommritz in Pommritz im Landkreis Bautzen in Sachsen ist ein landwirtschaftliches Gut aus dem 17. Jahrhundert und als Rittergut und Gutspark Pommritz eingetragenes Kulturdenkmal. Von 1863 bis Mitte des 20. Jahrhunderts wurde es als landwirtschaftliche Versuchsanstalt geführt. In der DDR-Zeit beherbergte es eine Ausbildungsstätte mit Internat für 60 Lehrlinge. Ab 1993 bot es als „LebensGut Pommritz“ verschiedenen Projekten im Bereich ökologische Landwirtschaft, Philosophie und Sozialökologie Platz. Ab 2014 wurde ein Seminarhaus eingerichtet.
Das kulturhistorische Ensemble besteht aus dem Schloss und drei Wirtschaftsgebäuden, hinzu kommen ein Wohnhaus und mehrere Scheunen, die Einfriedungsmauer, ein Gutspark und die südliche Allee (Gartendenkmal).

## Geschichte

### 17. bis 19. Jahrhundert
Der Ort selbst wurde 1359 erstmals urkundlich erwähnt, das Rittergut wahrscheinlich danach gegründet und 1653 erstmals als „Rittergut Pommritz“ erwähnt. Danach ging das Gut im Laufe der Zeit durch die Hände mehrerer Adelsfamilien. Anfang des 19. Jahrhunderts gelang es in das Besitztum der nachfolgend 1821 nobilitierten Familie von Zenker, sächsischer Adelsstand für Gottfried Johann von Zenker (1752–1833). Das Gothaische Genealogische Taschenbuch weist dann den Sohn aus zweiter Ehe, Wilhelm von Zenker (1802–1862), als Herrn auf Pommritz aus, verheiratet mit Florentine Jordan. Ihr ältester Sohn nennt sich Richard von Zenker zu Pommritz (1853–1945) und wird Generalmajor, wird aber nicht mehr als Grundbesitzer in Pommritz geführt.
1863 kaufte das „Direktorium der Landwirtschaftlichen Bank des Königlichen Markgraftums zu Bautzen“ das Rittergut und widmete es die folgenden Jahre zur „Agrikulturchemischen Versuchsanstalt Pommritz“ um. Bis dahin war es Eigentum der Landstände des Markgrafentums Oberlausitz.
1921 wurden im Park zwei Felder mit Fischteichen durch Gerda von Krauss (geb. von Zenker zu Pommritz), Witwe des Generalmajors Oskar von Krauß-Gröditz, angelegt, um den steigenden Bedarf an Karpfen in dieser Zeit zu befriedigen; zu dieser Zeit hatte sich das verhältnismäßig kleine Gut auf Heilkräuteranbau spezialisiert und belieferte Apotheken „von Dresden bis Berlin“. Die Karpfenzucht wurde nach einem besonders harten Sommer aufgegeben, in DDR-Zeit noch einmal fortgesetzt und in den späten 1960er Jahren wegen Überdüngung der Felder endgültig aufgegeben. Die Felder versandeten.

### Versuchsanstalt für Landarbeitslehre Pommritz
Mit der Übernahme der Leitung durch Georg Derlitzki im Jahr 1919 begann das Zeitalter der „Versuchsanstalt für Landarbeitslehre Pommritz“, das die landwirtschaftliche Forschung und Lehre revolutionierte und Pommritz zum bedeutendsten Forschungszentrum und Modellgroßbetrieb deutscher Landwirtschaft seiner Zeit erhob. Das Hauptaugenmerk Derlitzkis Arbeit war die Optimierung und Arbeitserleichterung der landwirtschaftlichen Praxis vor allem durch Mechanisierung, aber auch Hygiene, Unfallverhütung, Nutzung von elektrischem Strom, Betriebsführung, Sortenprüfung und Düngemittel wurden fokussiert. Eine Errungenschaft seines Wirkens ist die heute noch verwendete Technologie des „Pommritzens“, einer speziellen Form der Rübenernte. Derlitzki gilt als Begründer der „Landwirtschaftlichen Betriebslehre“ und unter seiner Leitung bestand die Versuchsanstalt 1931 aus insgesamt 3 landwirtschaftlichen Anwesen mit insgesamt 500 Hektar, mehr als 130 Mitarbeitern, sowie einer Berufsschule für Landarbeit.

### Zeit des Nationalsozialismus
Mit Ausbruch des Zweiten Weltkrieges kam es zur Umprofilierung. Den Nationalsozialisten waren Derlitzkis Forschungen ein Dorn im Auge, da sie wieder auf bäuerliche Handarbeit setzen wollten. Er wurde 1934 entlassen. Während des Krieges stellte die „Staatliche Forschungsanstalt für bäuerliche Werkarbeit“ in Pommritz die Ernährungsgrundlage von Heer und Bevölkerung.

### DDR-Zeit

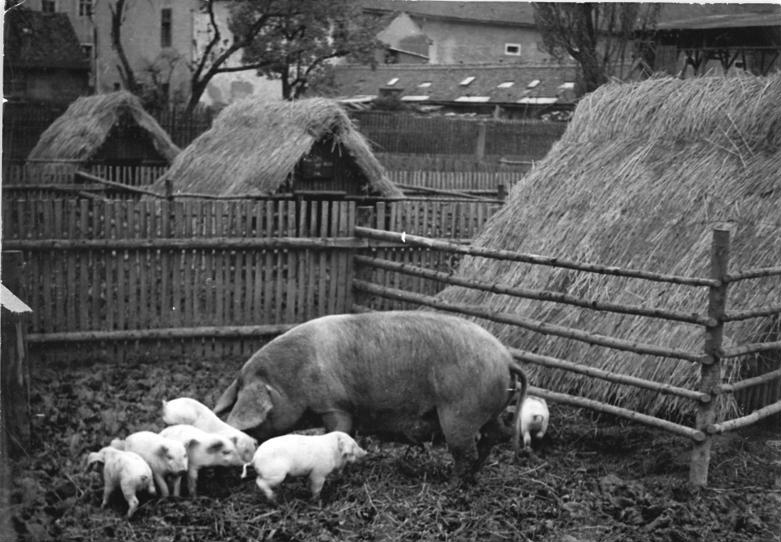
Volksgut Pommritz 1951

1945 wurde die Versuchsanstalt nach Leipzig verlegt, und das komplette Inventar der Versuchsanstalt auf verschiedene Einrichtungen in Sachsen aufgeteilt. Das Versuchsgut wurde zum „Volkseigenen Gut“ erklärt. Trotz der Einrichtung einer Ausbildungsstätte mit Internat für 60 Lehrlinge und der Erweiterung der Fläche auf fast 1000 Hektar im Jahr 1964 konnte nie wieder an die Erfolge der 1920er und 30er Jahre unter Derlitzki angeknüpft werden.

### „LebensGut Pommritz“
Auf der Grundlage einer Gastvorlesung des sächsischen Ministerpräsidenten Kurt Biedenkopf im Rahmen der „sozialökologischen“ Vorlesungen durch Rudolf Bahro und eines von diesem entworfenen Konzeptes stellten das Land Sachsen und die Treuhandanstalt 1991 das Gut und 80 Hektar Land für eine Initiative für „nachhaltiges Wirtschaften und dörfliches Leben im 21. Jahrhundert“ zur Verfügung. Es gründete sich 1992 der Verein Neue Lebensformen e.V. als Projektträger. 1993 erfolgte der praktische Projektstart des „LebensGut Pommritz“. In Zusammenarbeit mit regionalen Initiativen, Behörden, Unternehmen und Hochschulen entstanden ein ökologischer Landwirtschaftsbetrieb, eine Erlebniswelt für Philosophie und Ethik und ein Institut für Kultur- und Sozialökologie.
Das LebensGut Pommritz war ein Projekt der Weltausstellung Expo 2000 und umfasste in diesem Jahr ca. 80 Mitwirkende in den verschiedenen Bereichen. Der Philosoph und Zukunftsforscher Maik Hosang war lange Jahre Vorsitzender des Trägervereins. Im Zusammenhang mit einer Investition in eine Solaranlage gerieten der Trägerverein und das LebensGut Pommritz in den 2000er-Jahren in Schwierigkeiten.

### Seminarhaus und weitere Nutzer
2014 übernahm der Weiterbildungsanbieter WBS Training das Gut. Es ist heute ein „Bio-Seminarhaus“.
Das im Gut ansässige „Institut für Kultur- und Sozialökologie“ und das „Philosophische Institut für Ko-Kreativität“ organisieren Projekte und Tagungen zu Zukunftsfragen. Einige Gebäude und Felder des Gutes sind an die Sächsische Landesanstalt für Landwirtschaft verpachtet, die in ihrer Versuchsstation Pommritz pflanzenbauliche Versuche durchführt. Die ab dem Jahr 2000 geschaffene Philosophie-Erlebniswelt „Sophia“ gibt anhand von interaktiven, künstlerisch gestalteten Objekten einen spielerischen Einblick in etwa 70 Philosophien der Menschheitsgeschichte.
Der Förderverein Pro Gröditz hat die in der DDR-Zeit aufgegebenen Fischteiche wiederhergestellt. Sie werden von Amphibien als Laichgewässer genutzt. Außerdem wurden weitere Renovierungen und Pflegearbeiten finanziert.

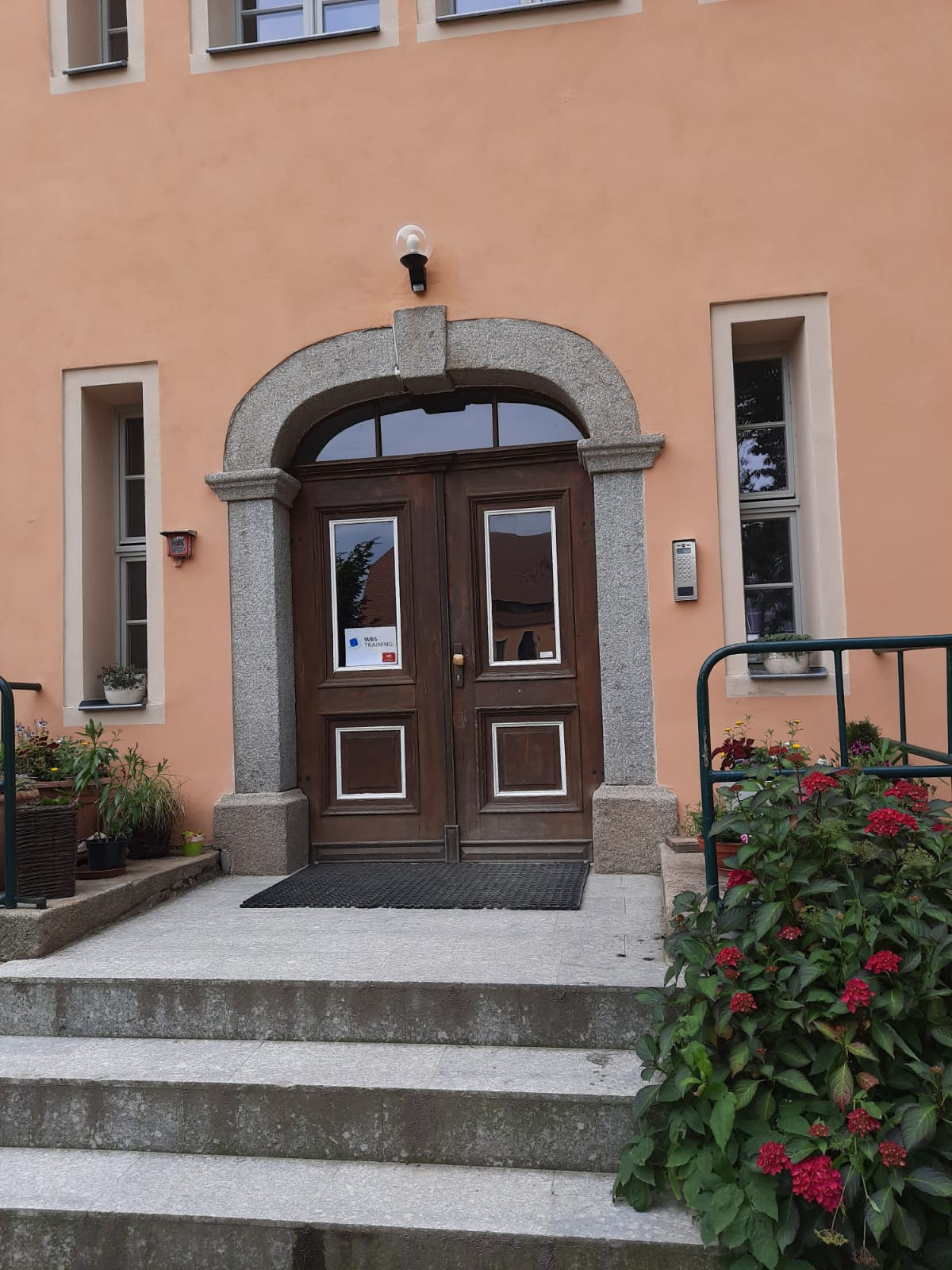
Hauptgebäude Eingang
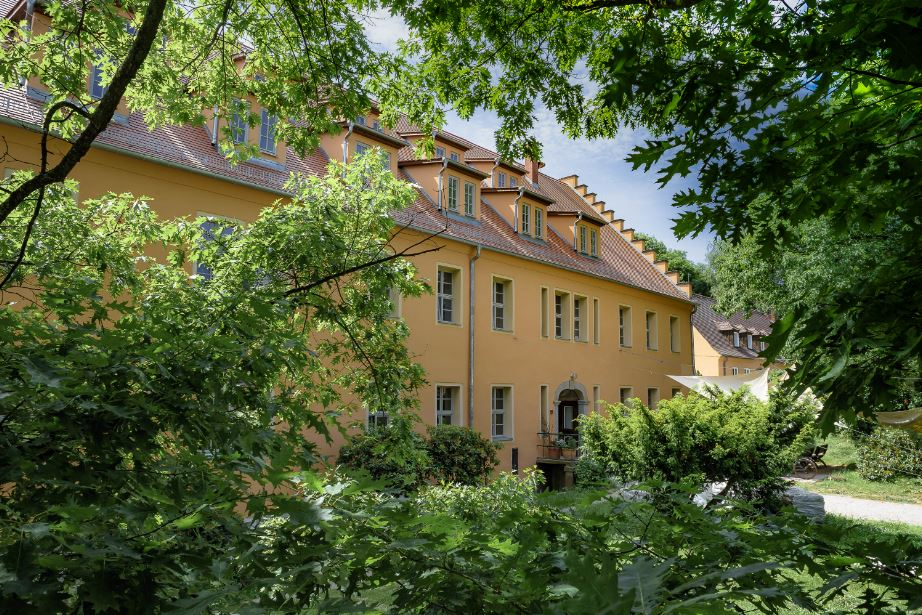
Hauptgebäude weit
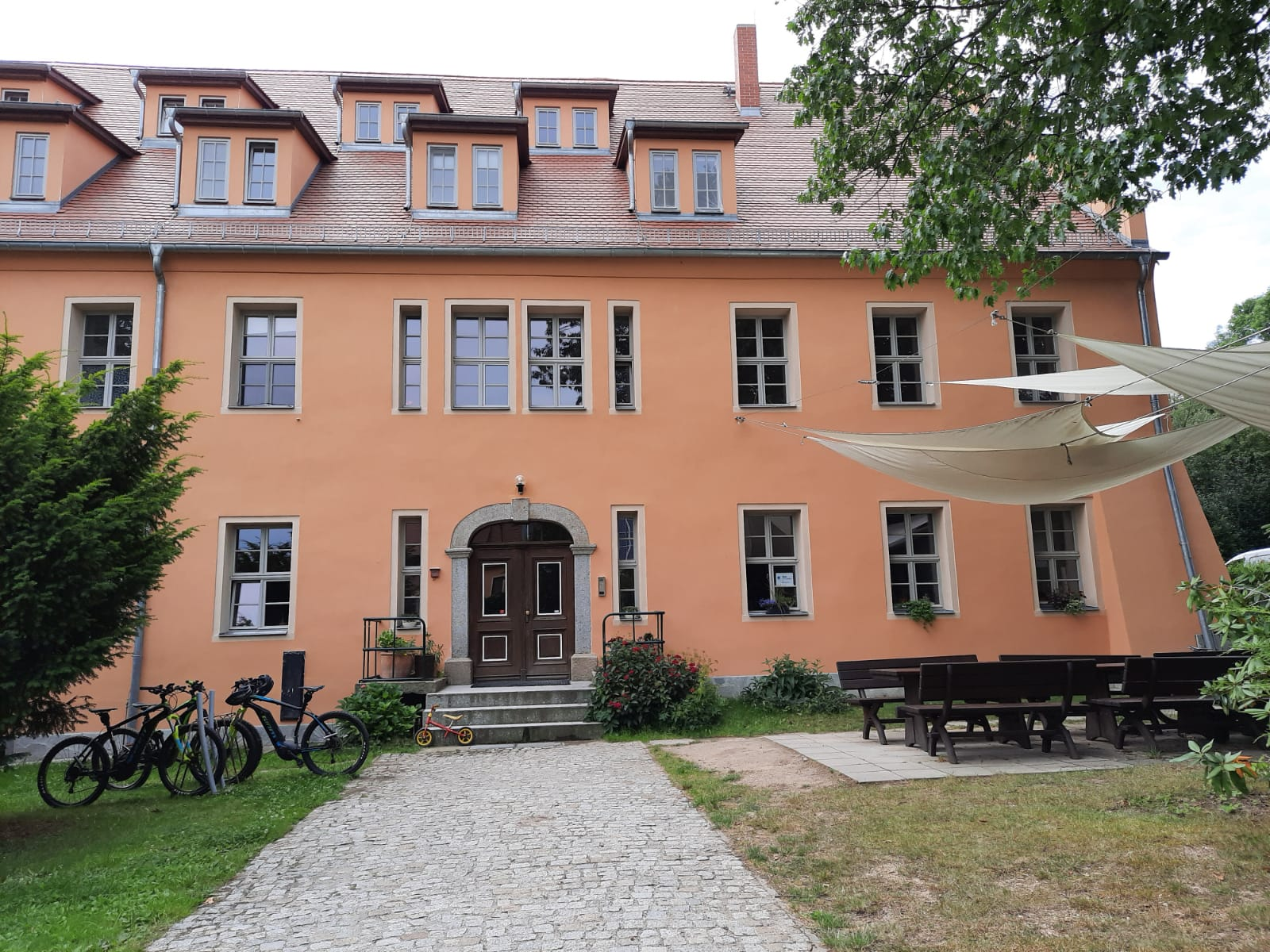
Hauptgebäude nah
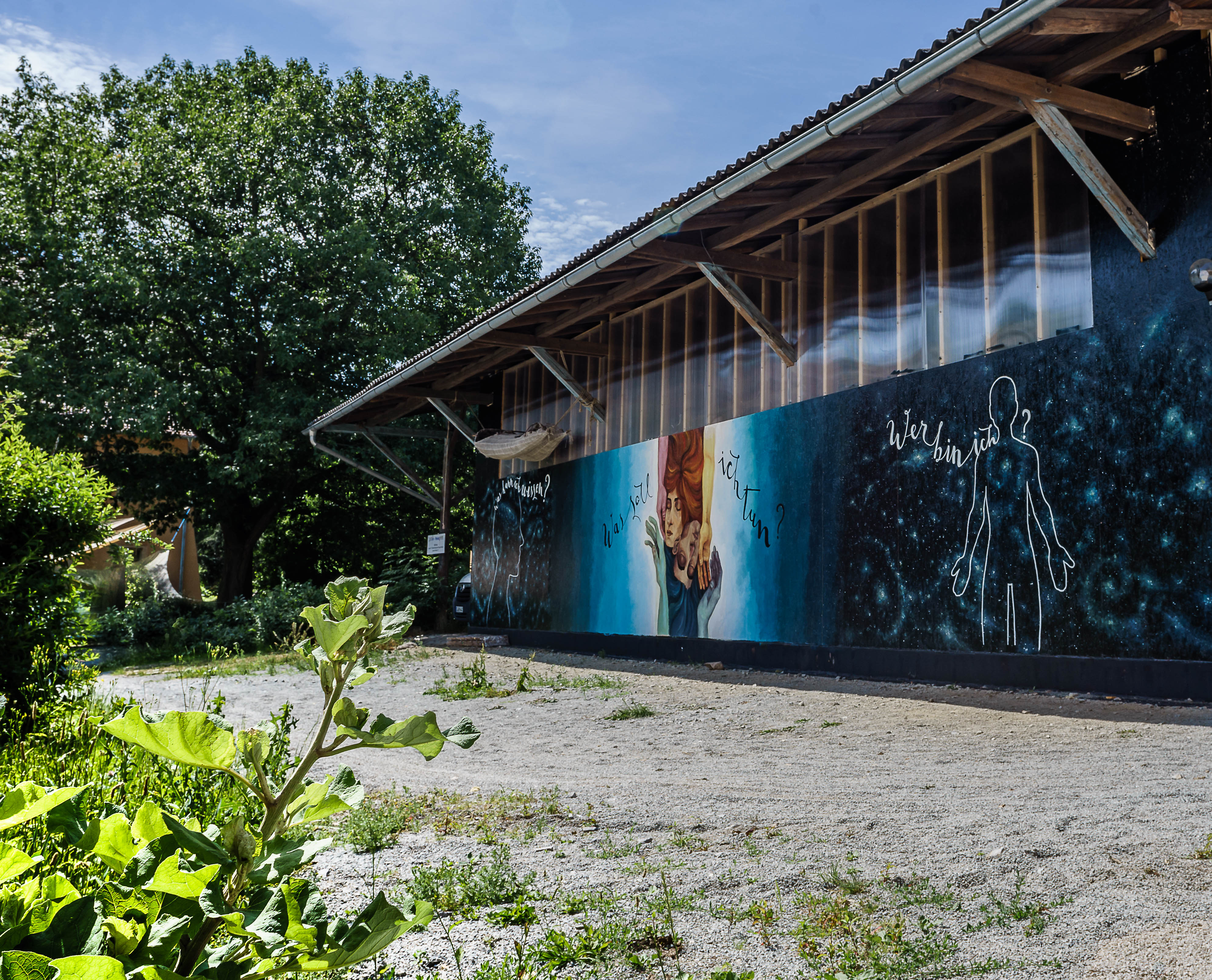
Fassadenkunst mit philosophischem Bezug
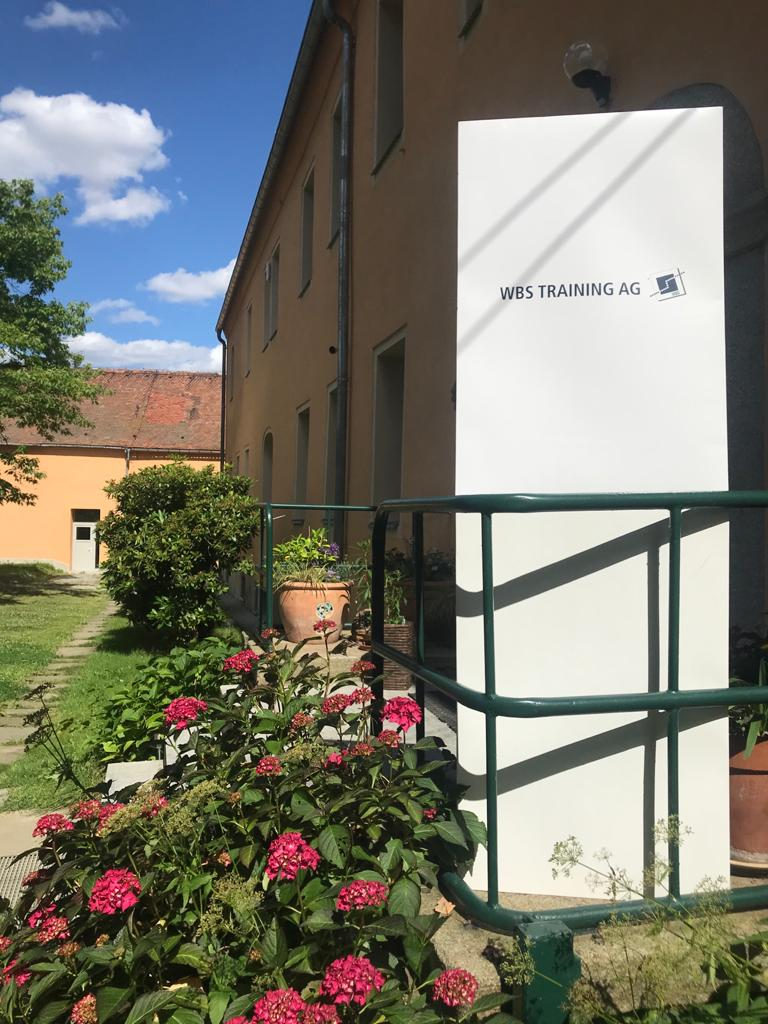
Außenbild